# Mokrus (województwo mazowieckie)
Mokrus – wieś w Polsce położona w województwie mazowieckim, w powiecie pułtuskim, w gminie Obryte.
| SIMC    | Nazwa | Rodzaj    |
| ------- | ----- | --------- |
| 0515201 | Lutry | część wsi |

W latach 1975–1998 miejscowość administracyjnie należała do województwa ostrołęckiego.